# Solenopsis picea
Solenopsis picea é uma espécie de formiga do gênero Solenopsis, pertencente à subfamília Myrmicinae.